# Cocconotus paessleri
Cocconotus paessleri är en insektsart som beskrevs av Max Beier 1960. Cocconotus paessleri ingår i släktet Cocconotus och familjen vårtbitare. Inga underarter finns listade i Catalogue of Life.